# فضل‌آباد (درمیان)
فضل آباد روستایی در دهستان فخررود بخش قهستان شهرستان درمیان استان خراسان جنوبی ایران است.در فاصله 55 کیلومتری شمال شرق مرکز استان است این روستا در منطقه نسبتا کوهستانی و اب و هوای معتدل برخوردار است صنایع دستی این روستا قالیبافی و قدمت ان بیشتر از ۵۰۰سال پیش برمیگرده شغل کنونی اکثر مردم این روستا کشاورزی و دامپروری است نود درصد کشاورزی این روستا را محصول زرشک و دامپروری ان بر پایه پرورش گوسفند و مرغ گوشتی است اب کشاورزی ان از چند رشته قنات که قدمت ان به دویست سال پیش برمیگرده تامین میشود از اثار تاریخی ان به مسجد و قلعه و حمام ان میتوان نام برد که متاسفانه قلعه ان در سال 1370 به طور کامل تخریب شد  بر پایه سرشماری عمومی نفوس و مسکن در سال ۱۳۹۰ جمعیت این روستا ۱۳۶ نفر (در ۳۶ خانوار) بوده است  که رشد جمعیت منفی 6% داشته.

## الگو:2.تحقیق مهدی مالکی2
1. ↑  «نتایج سرشماری ایران در سال ۱۳۹۰» (اکسل). درگاه ملی آمار. بایگانی‌شده از روی نسخه اصلی در ۲۰ شهریور ۱۴۰۲.

2.تحقیق کننده مهدی مالکی
- مشارکت‌کنندگان ویکی‌پدیا. «Fazlabad, South Khorasan». در دانشنامهٔ ویکی‌پدیای انگلیسی، بازبینی‌شده در ۱۲ مه ۲۰۱۷.